# The Electric Swing Circus
The Electric Swing Circus – angielski zespół electro swingowy założony w 2011 roku w Birmingham.
Zespół swój pierwszy album, zatytułowany The Electric Swing Circus, wydał dzięki zbiórce pieniędzy w formie crowdfundingu.

## Skład zespołu[3]
- Laura O – wokal
- Vicki Olivia - wokal
- Chandra Walker – instrumenty perkusyjne, keyboard
- Tom Hyland – gitara
- Rashad Gregory – sampling, MPC, syntezator
- Patrick Wreford – gitara basowa, kontrabas

## Dyskografia[1]

### Albumy studyjne
- The Electric Swing Circus (2013)

### Minialbumy
- Penniless Optimist (2011)
- The Electric Swing Circus (2014)
- Empires (2016)
- It Flew By (2017)